# Península de Liautum

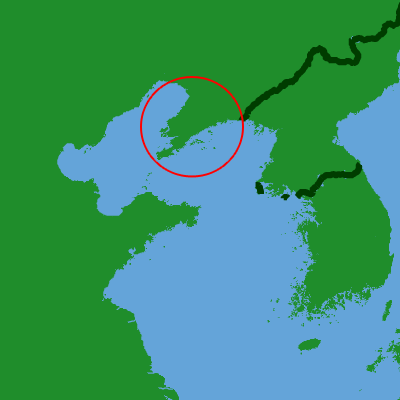
Localização da península

Liautum (em chinês: 遼東 (tradicional) ou 辽东 (simplificado; romaniz.: Liáodōng (pinyin) ou Liao-tung (Wade-Giles) é uma península da província chinesa de Liaoning que separa o golfo da Coreia, a leste, do mar de Bohai, a oeste.